# Aphilopota perscotia
Aphilopota perscotia là một loài bướm đêm trong họ Geometridae.